# Остроушко, Артём Алексеевич
Артём Алексеевич Остроушко (укр. Артем Олексійович Остроушко; род. 18 марта 1974, Киев, Украинская ССР, СССР) — украинский хоккеист, защитник. Игрок сборной Украины. С 2011 года работает тренером ДЮСШ «Форвард» (Санкт-Петербург).

## Карьера

### Клубная
В списке клубов, за которые он выступал, значатся киевские команды ШВСМ и «Сокол», минские «Динамо» и «Юность», а также много российских команд: СКА, ЦСКА, «Нефтехимик», «Сибирь», «Трактор», «Спартак» из Москвы, «Амур», ХК МВД, «Металлург» из Новокузнецка и «Дмитров».

### В сборной
В составе сборной играл на чемпионатах мира 1999, 2000, 2001, 2002, 2003, 2004 и 2006 годов.

## Достижения
- Чемпион Белоруссии: 2010, 2011
- Победитель Кубка Белоруссии: 2010

## Тренерская карьера
- В 2011 году приглашен тренером в ДЮСШ «Форвард» (Санкт-Петербург).
- Главный тренер команд «Форвард» 1995 и 1999 годов рождения в 2011—2013 гг.
- Главный тренер команды «Форвард» 1997 года рождения с 2013 г.
- Главный тренер команды Варяги 2003 года рождения